# 阿爾斯特狂歡節
阿爾斯特狂歡節（Carnival of Aalst）是比利時阿爾斯特市一年一度的為期三天的活動。原聯合國教科文組織認定為联合国教科文组织非物质文化遗产名录和优秀保护实践名册，但由於狂歡節期間對反猶主義定型觀念的使用及其宣傳材料的爭議，這一地位在2019年被取消。狂歡節在聖灰星期三之前的日子裡舉行。

## 歷史
阿爾斯特狂歡節起源於中世紀。狂歡節自1851年以來一直舉行，但沒有由市議會組織。只有從1923年開始的活動才算作正式版本，因為那時阿爾斯特市議會開始組織遊行。2010 年，阿爾斯特狂歡節被授予聯合國教科文組織非物質世界遺產地位。
但是這個狂歡節難免有相關爭議，2019年狂歡節其中一個團體De Vismooil'n進入了一個花車，描繪貶低猶太人吝嗇的反猶太比喻。前一年還使用了相同的數字來代表十字軍，一個鉤鼻頭最初是作為當地極右翼政客的漫畫創作的。

## 另見
- 阿拉伯羚羊保护区
- 德勒斯登易北河谷
- 利物浦海事商城